# Prasinocyma angulilinea
Prasinocyma angulilinea là một loài bướm đêm trong họ Geometridae.